# Лобачик, Иван Петрович
Ива́н Петро́вич Лоба́чик (1909 — 22 сентября 1941, Белоостров, Ленинградская область) — комиссар батальона в 291-й стрелковой дивизии 23-й армии.

## Биография
Родился в 1909 году в Белоруссии. Накануне Первой мировой войны семья поселилась в Семипалатинске, где Иван пошел в школу. В 1916 году окончил приходскую школу, в 1927 — 3 курса проф.техникума. Окончил рабфак, начал работу клепальщиком на строительстве Турксиба. Был избран от комсомольской организации на съезд в столицу и выступил так ярко, что ему предложили остаться жить и работать в Москве. Сперва трудился в Метрострое на станции «Комсомольская», затем возглавил трест местной промышленности Железнодорожного района, вывел его на первое место. Быстро продвигаясь по служебной лестнице, вскоре Лобачик стал партийным секретарем в районе Сокольники, а затем занял ещё более ответственный пост начальника управления Комитета по делам кинематографии при СНК СССР. В обязанности Лобачика входил показ фильмов в Кремле. Жена вспоминала, что каждый день провожала мужа на работу «как в последний раз».
В 1931—1933 годы служил в Красной армии. Член ВКП(б) с 1932 года. В 1936 году окончил 2 курса комвуза.
Добровольно ушёл на фронт — призван по мобилизации 17 июля 1941 года, направлен в 11-ю стрелковую дивизию в Рыбинск. Позднее служил в должности военкома отдельного заградбатальона 291-й стрелковой дивизии в звании «старший политрук». 22 сентября 1941 года батальон Ивана Лобачика выбил фашистов из села Белоостров под Ленинградом. Лишь на окраине села остался фашистский дот, который необходимо было уничтожить. Лобачик отдал приказ и первым поднялся в атаку, но был ранен. Не добежав до дота всего несколько метров, он потерял сознание, попал в плен и был зверски замучен. Фашисты выкололи Лобачику глаза и вырезали на груди серп и молот, а на спине пятиконечную звезду. Похоронен в Песочном. Награждён орденом Красной Звезды посмертно (26.11.1941).

### Семья
Жена — Лариса Николаевна.
Сын Валерий.
Дочь Вера.

## Память
«Мне было чуть больше года, когда отец последний раз в своей недолгой жизни (он погиб в 32-летнем возрасте) поднял меня на руки. Однако всю жизнь благодаря стараниям мамы, сохранившей до конца своих дней верность отцу, и рассказам людей, близко знавших его и ставших свидетелями беспримерного подвига, мы, трое детей, выросли в твердом ощущении следования отцовским заветам», — вспоминает сын героя Валерий Иванович Лобачик, создатель и руководитель радиоизотопной лаборатории Института медико-биологических проблем, кандидат в космонавты отряда ИМБП.
В честь И. П. Лобачика в 1963 году Проезжая улица в Москве, где он проживал до войны, по просьбе бойцов 291-й стрелковой дивизии была переименована в улицу Лобачика. В 1975 году Хвойная улица в посёлке Белоостров, в котором погиб И. П. Лобачик, также была переименована в улицу Лобачика.
На одном из домов на пересечении улиц Лобачика и Шумкина в Москве 22 июня 2010 года открыта мемориальная доска в память о подвиге Ивана Петровича Лобачика.